# Озеро Яткайд
Яткайд або Яткід (Yathkyed Lake, варіант: Haecoligua ; означає: «білий лебідь») — природне  прісноводне озеро в регіоні Ківаллік, Нунавут, Канада, Північна Америка. Лежить між озерами Ангікуні та Форде, одне з кількох озер на річці Казан. Озеро Яткієд було назване племенем Саїсі Дене. Тут також знайдено артефакти інуїтів карібу. Площа озера становить 1449 квадратних кілометрів.
Озеро Яткайд містить єдине у світі озеро на острові в озері на острові в озері та єдині острови в такому озері.

## Клімат
Клімат району холодний з холодним літом і відсутністю посушливих сезонів . 

## Географія
Воно входить до складу області Херн, провінції Західний Черчілль кратону Черчілль, який є північно-західною частиною Канадського щита. Озеро лежить на висоті 82 метри (269 футів). Деякі найближчі населені пункти поблизу озера Яткайд: Вінді-Пойнт за 9 кілометрів на південь, Керн-Пойнт за 17 кілометрів на схід і Йеллоунайф за 520 кілометрів на північ.

## Корисні копалини
Осадовий басейн озера відомий своїми родовищами урану, міді та молібдену. Камінак Голд Корпорейшн (Kaminak Gold Corporation) має частку у видобутку корисних копалин у цій місцевості, володіючи приблизно 200 000 акрів (81 000 га). Оскільки озеро належить Kaminak Gold Corporation, воно не є відкритим для громадськості.

## Дивись також
- Список озер Канади
- Трежер (найбільший на Землі природний острів, який розташований на озері, що розташоване на острові, розташованому на озері)